# Zsírosolajok listája
| Magyar neve            | Latin név                                  | Zsírosolaj                                                                                    | Megjegyzés                                                               |
| ---------------------- | ------------------------------------------ | --------------------------------------------------------------------------------------------- | ------------------------------------------------------------------------ |
| Avokádóolaj            | (Persea americana)                         | (Avocado oleum)                                                                               |                                                                          |
| Borágóolaj             | (Borago officinalis)                       | (Oleum Borago officinalis)                                                                    |                                                                          |
| Búzacsíraolaj          | (Triticum aestivum)                        | (Tritici aestivi oleum)                                                                       |                                                                          |
| Jojobaolaj             | (Simmondsia chinensis)                     | (Jojoba oleum)                                                                                |                                                                          |
| Feketekömény-olaj      | (Nigella sativa)                           | (Nigella sativa oleum)                                                                        |                                                                          |
| Földimogyoró-olaj      | (Arachis hypogaea)                         | (Arachidis oleum) (Arachidis oleum raffinatum) (Arachidis oleum hydrogenatum)                 |                                                                          |
| Homoktövisolaj         | (Hippophaë rhamnoides)                     | (Hippophaë oleum)                                                                             |                                                                          |
| Körömvirágolaj         | (Calendula)                                | (Calendulae oleum)                                                                            |                                                                          |
| Kukoricacsíra-olaj     | (Zea mays)                                 | (Maydis oleum raffinatum)                                                                     | étkezési olaj                                                            |
| Lenmagolaj             | (Linum usitatissimum)                      | (Lini oleum)                                                                                  |                                                                          |
| Ligetszépeolaj         | (Oenothera biennis)                        | (Oenotherae oleum)                                                                            |                                                                          |
| Makadámdió olaj        | (Macadamia integrifolia)                   | (Macadamiae oleum)                                                                            |                                                                          |
| Mandulaolaj            | (Amygdalus communis)                       | (Amygdalae oleum raffinatum) (Amygdalae oleum virginale)                                      |                                                                          |
| Napraforgóolaj         | (Helianthus annuus)                        | (Helianthi annui oleum raffinatum)                                                            | (Ph. Eur. 4., Ph. Hg. VIII.) étkezési olaj                               |
| Olívaolaj              | (Olea europaea)                            | (Olivae oleum virginale) Olivae oleum raffinatum)                                             | étkezési olaj                                                            |
| Réparepceolaj          | (Brassica rapa)                            | (Rapae oleum raffinatum)                                                                      | (Ph. Eur. 4., Ph. Hg. VIII.)                                             |
| Ribiszkemagolaj        | (Ribes nigrum)                             | (Ribes nigrum seed oil)                                                                       |                                                                          |
| Ricinusolaj            | (Ricinus communis)                         | (Ricini oleum) (Ricini oleum hydrogenatum) (Ricini oleum raffinatum) (Ricini oleum virginale) | (Ph. Hg. VII.) (Ph. Eur. 4., Ph. Hg. VIII.) (Ph. Eur. 4., Ph. Hg. VIII.) |
| Sáfrányosszeklice-olaj | (Carthamus tinctorius)                     | (Carthami oleum raffinatum)                                                                   | (Ph. Eur. 4., Ph. Hg. VIII.)                                             |
| Sárgabarackmag-olaj    | (Prunus armeniaca vagy Armeniaca vulgaris) | (Armeniacae oleum)                                                                            |                                                                          |
| Szezámolaj             | (Sesamum indicum)                          | (Sesami oleum raffinatum)                                                                     | (Ph. Eur. 4., Ph. Hg. VIII.)                                             |
| Szójaolaj              | (Glycine max)                              | (Rapae oleum raffinatum)                                                                      | (Ph. Eur. 4., Ph. Hg. VIII.)                                             |
| Szőlőmagolaj           | (Vitis)                                    | (Vitis oleum)                                                                                 |                                                                          |
| Tökmagolaj             | (Cucurbita pepo convar. citrullina)        | (Cucurbitae oleum)                                                                            | stájer tök                                                               |
| Tönkölybúzaolaj        | (Triticum aestivum)                        | (Tritici aestivi oleum raffinatum) (Tritici aestivi oleum virginale)                          | (Ph. Eur. 4., Ph. Hg. VIII.) (Ph. Eur. 4., Ph. Hg. VIII.)                |